# Eustroma fractifasciaria
Eustroma fractifasciaria là một loài bướm đêm trong họ Geometridae.